# Ulica Strykowska w Łodzi
Ulica Strykowska – jedna z najdłuższych ulic w Łodzi, charakteryzująca się tym, że odchodzi od niej więcej ulic (28 ulic), niż się z nią krzyżuje (5 ulic).
Nazwa pochodzi od miejscowości Stryków, do której ulica ta prowadzi. Strykowska w ciągu drogi krajowej numer 14, stanowi obok ul. Brzezińskiej jedną z dwóch głównych tras wylotowych na Warszawę. Ulica przebiega częściowo przez Las Łagiewnicki, jeden z największych w Europie lasów w całości położonych w granicach administracyjnych miasta.
Dawniej ulica była częścią drogi państwowej nr 18 i drogi międzynarodowej E12.